# Nososticta pilbara
Nososticta pilbara är en trollsländeart som beskrevs av Watson 1969. Nososticta pilbara ingår i släktet Nososticta och familjen Protoneuridae. IUCN kategoriserar arten globalt som starkt hotad. Inga underarter finns listade i Catalogue of Life.